# Calyptranthera caudiclava
Calyptranthera caudiclava är en oleanderväxtart som först beskrevs av Choux, och fick sitt nu gällande namn av J. Klackenberg. Calyptranthera caudiclava ingår i släktet Calyptranthera och familjen oleanderväxter. Inga underarter finns listade i Catalogue of Life.